# 이우제 (1978년)
이우제(1978년 11월 7일 ~ )은 대한민국의 희극 배우이다.

## 학력
- 서울예술대학 연극학

## 출연작

### 방송
- 코미디하우스 (MBC)
- 웃찾사 (SBS)
- 서동요 (SBS)
- 개그시대 (채널A)
- 개그 스타 (KBS2)
- 2016년 Mnet 음악의신

### 광고
- 2007년 SK텔레콤 투게더요금제